# Koneck (gemeente)
De gemeente Koneck is een landgemeente in het Poolse woiwodschap Koejavië-Pommeren, in powiat Aleksandrowski.
De zetel van de gemeente is in Koneck.
Op 30 juni 2004 telde de gemeente 3434 inwoners.

## Oppervlakte gegevens
In 2002 bedroeg de totale oppervlakte van gemeente Koneck 68,13 km², waarvan:
- agrarisch gebied: 84%
- bossen: 7%

De gemeente beslaat 14,32% van de totale oppervlakte van de powiat.

## Demografie
Stand op 30 juni 2004:
| Omschrijving                   | Totaal | Totaal | Vrouwen | Vrouwen | Mannen | Mannen |
| ------------------------------ | ------ | ------ | ------- | ------- | ------ | ------ |
| eenheid                        | aantal | %      | aantal  | %       | aantal | %      |
| inwoners                       | 3434   | 100    | 1682    | 49      | 1752   | 51     |
| bevolkingsdichtheid (inw./km²) | 50,4   | 50,4   | 24,7    | 24,7    | 25,7   | 25,7   |

In 2002 bedroeg het gemiddelde inkomen per inwoner 1271,81 zł.

## Administratieve plaatsen (sołectwo)
Brzeźno, Chromowola, Jeziorno, Kajetanowo, Kamieniec, Koneck, Kruszynek, Kruszynek-Kolonia, Młynek, Opalanka, Ossówka, Pomiany, Romanowo, Spoczynek, Straszewo, Święte, Zapustek, Zazdromin, Żołnowo.

## Aangrenzende gemeenten
Aleksandrów Kujawski, Bądkowo, Dąbrowa Biskupia, Raciążek, Waganiec, Zakrzewo